# Tercúy
Tercúy  (en catalán y oficialmente Tercui) es una localidad del municipio de Tremp, en la comarca del Pallars Jussá perteneciente a la provincia de Lérida.
La iglesia parroquial de San Pedro, románica centra el pueblo, además, en un extremo está el antiguo monasterio de Santa María del Puig de Tercúy, fundado por el también monasterio de Sant Pere de Rodes. Esta parroquia había pertenecido al obispado de Roda, que más adelante fue integrado en el de Lérida, dentro del arciprestazgo de Tolva. Actualmente todavía es así, y Tercúy, junto con todo de pueblos de la franja de poniente del Pallars Jussá, entre ellos la Clua, pertenecen a la Unidad pastoral 27 de este obispado, que está regida por el rector de Arén, el que pertenece a la diócesis de Barbastro-Monzón.

## Historia
Hacia el año 1900, Tercúy contaba con 26 casas y 37 habitantes. Ya era el principio de la decadencia del poblamiento de la zona. En 1970 había sólo cuatro habitantes, y en 1981, uno. Tras pasar unos años despoblado, Tercúy tenía en el 2006, dos habitantes.
El señorío del pueblo recaía en manos del Paborde de Tercúy, como posesión del antiguo monasterio dependiendo de Sant Pere de Rodes que había habido en este lugar.
Entre 1812, a raíz de la aplicación de la Constitución de Cádiz, y febrero de 1847, Tercúy formó ayuntamiento, que desapareció al fijar que el número de vecinos (cabezas de familia) debía sobrepasar los 30, para mantener la independencia municipal. En ese momento se unió a Sapeira. Sin embargo, en los mismos boletines oficiales de la provincia de Lérida hay vacilaciones sobre este punto, ya que Tercúy a veces es mencionado como si tuviera ayuntamiento propio, otros como si ya estuviera unido a Sapeira. Perteneció al municipio de Sapeira hasta que este se integró al de Tremp en la década de 1970.